# 赵瑞蕻

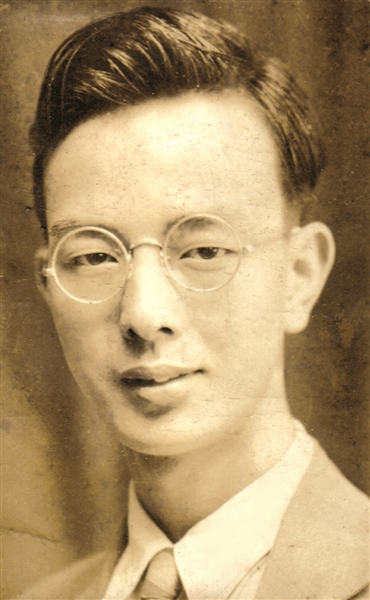

赵瑞蕻（1915年11月28日—1999年），原名赵瑞霟，笔名阿虹、睡虹、朱弦等，男，浙江温州人，中国现代诗人、翻译家。

## 生平
赵瑞蕻早年曾就读于上海大夏大学、山东大学。抗日战争爆发后，赴国立长沙临时大学学习。后随临大迁往昆明，继续就读于国立西南联合大学。期间曾与联大同学一同组织成立南湖诗社。1940年毕业后，任职于中国正字学会，并在云南英专、南菁中学任教。次年前往重庆南开中学任教，并担任重庆國立中央大學外文系助教。
中华人民共和国成立后，赵瑞蕻于1950年加入中国民主同盟。1952年院系调整时调入南京大学中文系，后长期在此任教。1953年至1957年间，曾前往东德莱比锡卡尔·马克思大学东方语言学系任客座教授。1959年加入中国作家协会。

## 作品
赵瑞蕻的主要作品包括诗集《梅雨潭的新绿》、《诗的随想录》，译著《红与黑》、《梅里美短篇小说选》、《爱的毁灭》（《嘉思特洛女修道院主》）、《土库曼的春天》、《欢乐颂与沉思颂》、《符拉基米尔·伊里奇·列宁》等。

## 家庭
赵瑞蕻夫人杨苡（原名杨静如）为翻译家杨宪益之妹。他们的女儿赵蘅为画家、作家。